# Шавкат Мирзијојев
Шавкат Мираманович Мирзијојев (узб. Shavkat Miramanovich Mirziyoyev, Шавкат Мираманович Мирзиёев; Џизак, 24. јул 1957) је актуелни председник Узбекистана. Био је премијер Узбекистана од децембра 2003. године до децембра 2016. године.
Пре постављења, од септембра 2001. године, био је гувернер (хоким) Самаркандске области а пре тога гувернер Џизакске области.
Познат је по томе што забрањује објављивање својих фотографија у крупном плану и не даје интервјуе.